# Manilkara bidentata
Pour les articles homonymes, voir Balata (homonymie).
Espèce
Classification phylogénétique

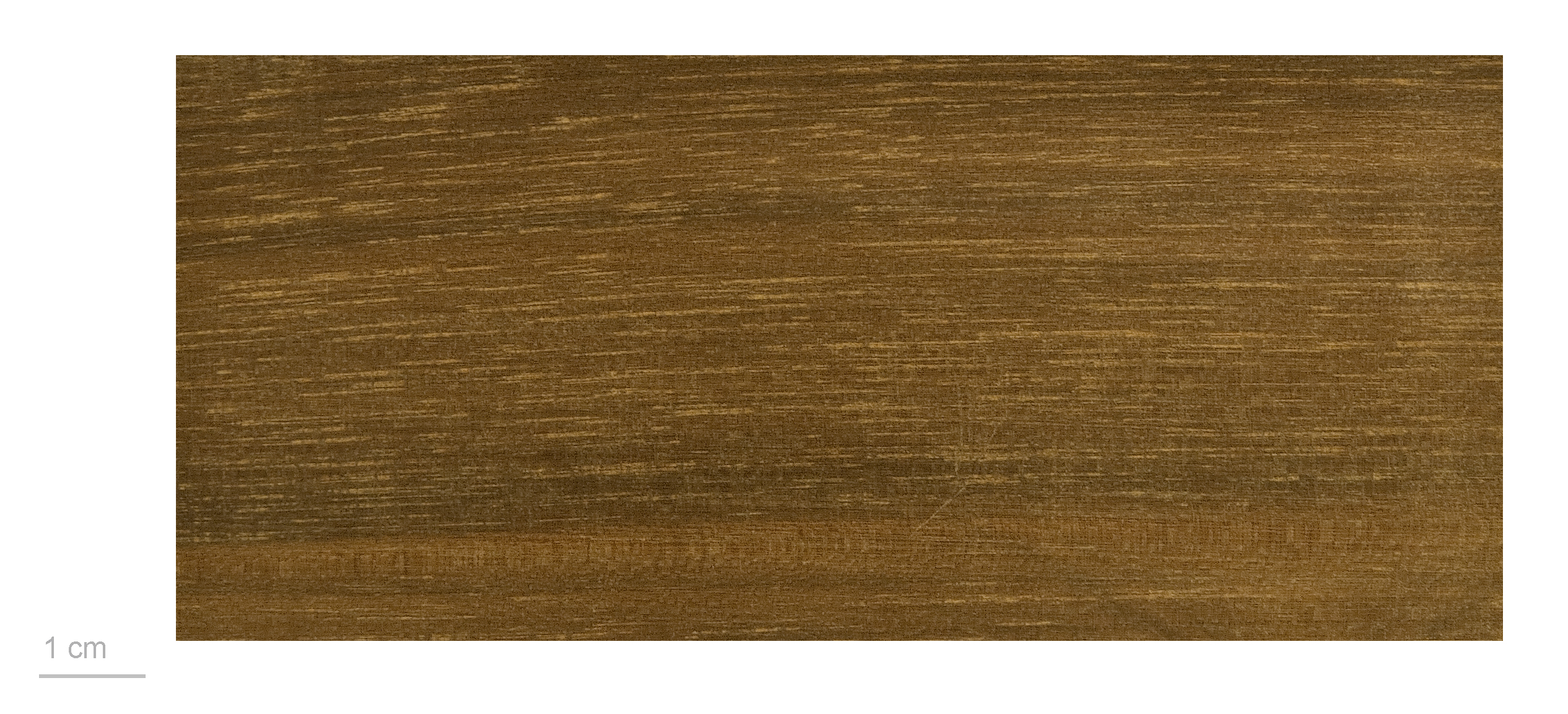
Manilkara bidentata au Muséum de Toulouse.

Le balata ou balata franc (Manilkara bidentata) est une espèce de plantes à fleurs de la famille des Sapotaceae. C'est un arbre originaire des forêts tropicales d'Amérique, en particulier du Plateau des Guyanes. Il peut atteindre jusqu'à 45 mètres de hauteur. Les feuilles mesurent de 10 à 20 cm de long. D'après les inventaires réalisés jusqu'à présent en Guyane, le volume brut des arbres de plus de 40 cm de diamètre se situe aux environs de 3 m3 à l'hectare, ce qui permet la constitution de lots importants. 
Le balata est recherché pour son bois et pour son latex.  
La gomme fabriquée à partir du latex est connue sous le nom de gutta-balata et a servi notamment dans la fabrication des balles de golf et des courroies de transmission, ainsi que dans l'isolation des câbles télégraphiques. 
On peut trouver son bois sous l'appellation commerciale de « massaranduba », qui recouvre cependant indifféremment plusieurs espèces du genre Manilkara. 
Utilisation en charpente pour la réalisation de murs anti-bruit.
En menuiserie, on l'utilise comme bois d'ossature, en ébénisterie et en confection de plancher. Il se ponce facilement mais est très difficile à clouer et à visser.
En médecine traditionnelle, l'écorce et le latex sont utilisés contre la dysenterie.
Les fruits sont comestibles.